# Тукуман
За провинция Тукуман вижте Тукуман (провинция).
Тукума̀н (на испански: Tucumán, пълно име San Miguel de Tucumán, Сан Мигел де Тукуман) е град в Аржентина. Разположен е в Северозападна Аржентина. Главен град е на едноименната провинция Тукуман. Голям жп възел. Търговски център, захарна, кожарска, тютюнева и консервна промишленост. Население 525 853 жители от преброяването през 2001 г.

## Известни личности
Родени в Тукуман
- Педро Пабло Ернандес (р. 1986), футболист
- Марга Лопес (1924 – 2005), актриса
- Хосе Паломино (р. 1990), футболист
- Роберто Перейра (р. 1991), футболист